# 武汉大学弘毅学堂
武汉大学弘毅学堂是武汉大学在珠峰计划下开设的培养基础学科优秀学生的特别项目，始于2010年。开设数学、物理、化学、生物、计算机五个学科，各招收学生二十人。后来弘毅学堂将数理金融和数理经济、国学两个专业纳入培养规划。
自2016年起，弘毅学堂开始面向大一新生招生。高考报名时，考生可直接填报理科实验班（弘毅学堂）作为专业志愿。入校后大一不分专业，由本科生院统一管理及培养，大二起再按照兴趣能力在数学、物理、化学、生物、计算机五个专业中进行区分。

## 官网
- 官方网站